# Jürgen Bartsch
Pour les articles homonymes, voir Bartsch.
 (mai 2012).
Si vous disposez d'ouvrages ou d'articles de référence ou si vous connaissez des sites web de qualité traitant du thème abordé ici, merci de compléter l'article en donnant les références utiles à sa vérifiabilité et en les liant à la section « Notes et références ».
Jürgen Bartsch (6 novembre 1946 à Essen, 28 avril 1976 à Eickelborn, né Karlheinz Sadrozinski) est un tueur en série allemand qui a assassiné quatre enfants avant d'autres tentatives.

## Enfance
Karlheinz Sadrozinski est né en 1946 en tant qu'enfant illégitime à Essen. Sa mère meurt de la tuberculose juste après sa naissance. Il passe les premiers mois de sa vie aux soins d'infirmières. Il est adopté à l'âge de 11 mois, par un boucher et son épouse à Langenberg (aujourd'hui Velbert). Dès lors, il porte le nom de Jürgen Bartsch.
La mère adoptive de Bartsch, qui souffre de troubles obsessionnels, est maniaque de propreté. Bartsch n'est pas autorisé à jouer avec d'autres enfants de peur qu'il ne se salisse. Sa mère lui donne le bain jusqu'à ses 19 ans. À l'âge de 10 ans, Bartsch entre à l'école. L'éducation n'y étant pas suffisamment stricte, il est placé dans un internat catholique. Alors qu'il s'y trouve au lit avec de la fièvre, il est abusé sexuellement par le chef de chorale, le Père Pütz.

## Crimes
Bartsch commence à tuer à l'adolescence. Il persuade toutes ses victimes de l'accompagner dans un abri anti-aérien abandonné où il les force à se dénuder et les agresse sexuellement. Il démembre ses quatre premières victimes. La cinquième victime, Peter Freese, s'échappe après avoir brûlé ses liens avec une bougie que Bartsch avait laissé se consumer en sortant de l'abri.
Bartsch est arrêté en 1966.

## Procès
Après son arrestation, Bartsch avoue ses crimes. Il est condamné à une peine de prison à perpétuité le 15 décembre 1967 par le tribunal régional de Wuppertal (Landgericht Wuppertal (de)). La sentence est d'abord confirmée en appel. Cependant, en 1971, la Cour de Justice fédérale d'Allemagne, renvoie le cas au Landgericht Düsseldorf (de), qui ramène la sentence à dix ans de détention juvénile [Quoi ?] et place Bartsch sous soins psychiatriques à l'hôpital d'État d'Eickelborn. Il s'y marie en 1974.
Les psychiatres ont proposé diverses thérapies : psychothérapie, castration et même psychochirurgie. Bartsch refuse au début toutes ces propositions, mais est finalement d'accord pour une castration volontaire en 1976 afin d'éviter l'incarcération à vie dans un hôpital.
Les médecins de l'hôpital d'État d'Eickelborn choisissent une méthode de castration qui entraîne accidentellement la mort de Bartsch. Une autopsie et une enquête déterminent que Bartsch a reçu un surdosage de halothane (facteur 10) par une infirmière insuffisamment qualifiée.

## Culture
Le film Ein Leben lang kurze Hosen tragen de 2002 (sorti aux États-Unis en 2004, sous le titre de The Child I Never Was) évoque la vie et les crimes de Bartsch.
Le bassiste et compositeur des principales chansons de Bethlehem s'appelle Jürgen Bartsch.